# Frank Spotnitz

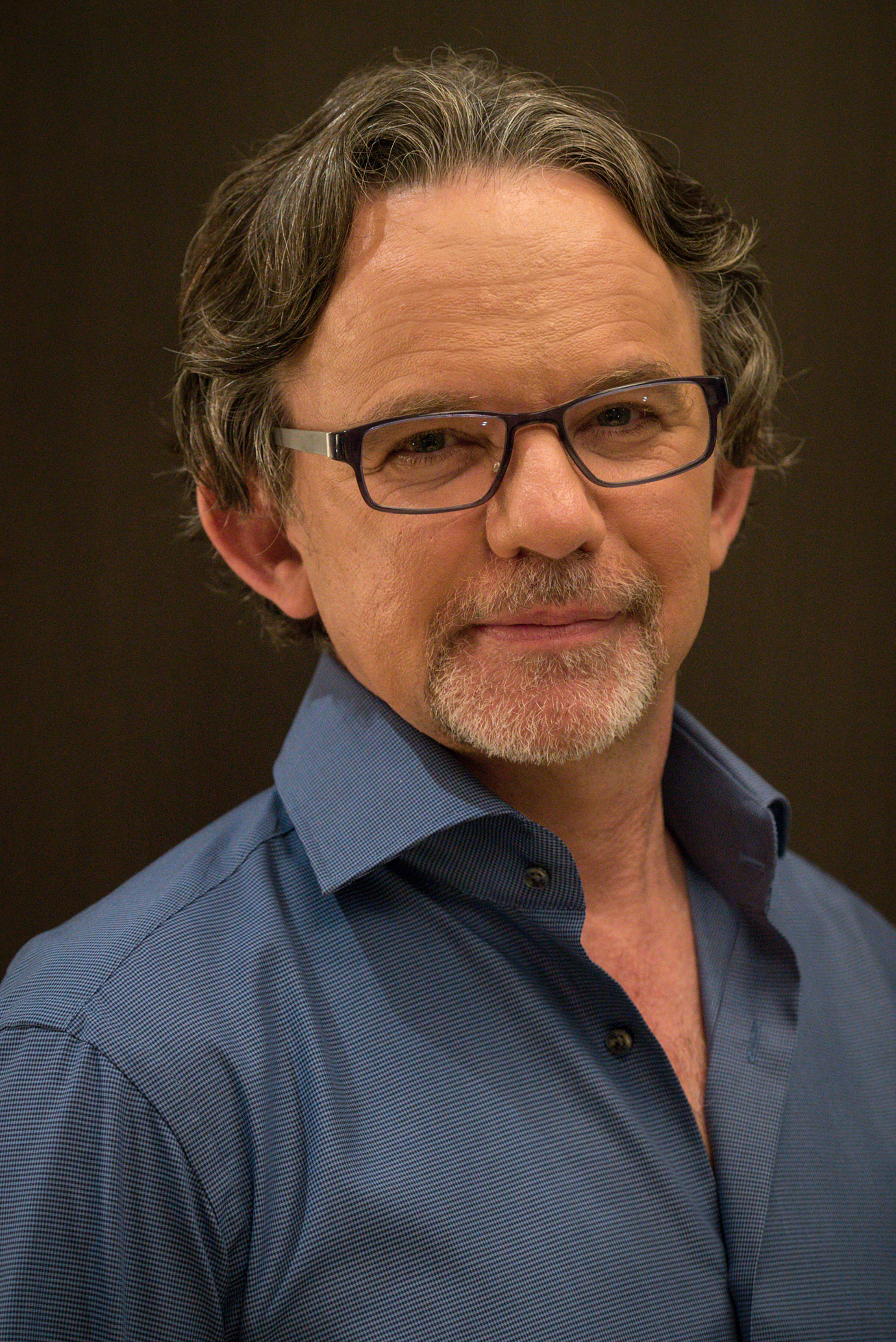
Frank Spotnitz, 2015

Frank Spotnitz (* 17. November 1960 im Camp Zama, Zama, Japan) ist ein US-amerikanischer Drehbuchautor, Fernsehproduzent und -regisseur sowie Showrunner, der unter anderem an Serien wie Akte X – Die unheimlichen Fälle des FBI, Millennium – Fürchte deinen Nächsten wie Dich selbst und der ersten Staffel von The Man in the High Castle mitgewirkt hat.

## Leben
Frank Spotnitz machte seinen Bachelor of Arts an der University of California, Los Angeles in Englischer Literatur und einen Master of Fine Arts im Schreiben von Drehbüchern des American Film Institute. Sein älterer Bruder Seth G. Spotnitz ist Arzt und wirkte über viele Jahre als medizinischer Berater für Spotnitz' Drehbücher über die Jahre und an Akte X – Jenseits der Wahrheit mit.
Spotnitz ist verheiratet und hat vier Kinder. Er lebt in London.
Spotnitz trat häufiger als Redner zum Thema Drehbuchentwicklung und Serienproduktion auf. So war er 2012 im Rahmen der European TV Drama Series Lab zu Gast in Berlin sowie 2013 bei einer Podiumsdiskussion zum Thema Europäische TV Serien im Writer's Room auf dem Filmfest München. 2016 war Spotnitz Gastdozent des postgradualen Ausbildungsprogramms für die Entwicklung und Produktion von Serienformaten an der DFFB.

## Karriere
Frank Spotnitz war viele Jahre lang als Journalist unter anderem für United Press International, Associated Press und Entertainment Weekly tätig und kam 1994 als relativ unerfahrener Drehbuchautor (er hatte nur eine Nennung zum Film Sunset After Dark) zur Serie Akte X – Die unheimlichen Fälle des FBI. Seine erste Mitarbeit findet sich in dem Episoden-Zweiteiler Die Kolonie der zweiten Staffel. Mit der Zeit wurde er zum Partner von Akte-X-Erfinder Chris Carter, vor allem beim Verfassen der sogenannten Mythologie-Episoden, die Episoden, die sich wie ein roter Faden durch alle Staffeln und dem ersten Kinofilm Akte X – Der Film der Serie ziehen.
Nach Akte X schrieb Spotnitz einige Episoden der Serie Robbery Homicide Division und war 2005 der Schöpfer der kurzlebigen Serie Night Stalker. 2008 lieferte er die Geschichte für drei Comic-Abenteuer von Mulder und Scully, die im IDW-Verlag veröffentlicht wurden. 2011 fungierte er in der zweiten Staffel der Serie Strike Back als Executive Producer und Drehbuchautor.
Des Weiteren entwickelte er um 2011 die Agenten-Serie Hunted – Vertraue niemandem, in der ursprünglich Gillian Anderson die Hauptrolle übernehmen sollte und auch maßgeblich an der Entwicklung der Hauptfigur Sam beteiligt war. Premiere hatte die Serie im Oktober 2012 bei BBC One.
2013 gründete er seine Produktionsfirma Big Light, arbeitete an einem Spin-off von Hunted sowie an der ersten Staffel von The Man In The High Castle, der Serien-Adaption von Philip K. Dicks dystopischen Roman Das Orakel vom Berge, die seit 2015 von den Amazon Studios produziert wird.
Für die dritte Staffel der europäischen ko-produzierten Serie Crossing Lines fungierte er als Showrunner. Seit 2016 arbeitet er als Executive Producer der Serien Die Medici – Herrscher von Florenz und Ransom. Letztere wird in Zusammenarbeit mit dem Sender RTL produziert.

## Filmografie (Auswahl)

### Ausführender Produzent
- 1998–2002: Akte X – Die unheimlichen Fälle des FBI (The X-Files, 83 Episoden)
- 1999–2000: Virtual Reality – Kampf ums Überleben (Virtual Reality, Fernsehserie, 9 Episoden)
- 2001: Die einsamen Schützen (The Lone Gunmen, 13 Episoden)
- 2005–2006: The Night Stalker (10 Episoden)
- 2008: Akte X – Jenseits der Wahrheit (The X-Files: I Want to Believe, Produzent)
- 2008: Samurai Girl (Miniserie, eine Episode)
- 2012: Hunted – Vertraue niemandem (Hunted, 7 Episoden)
- 2014: Transporter: Die Serie (Transporter: The Series, 11 Episoden)
- 2015: Crossing Lines (12 Episoden)
- seit 2015: The Man in the High Castle
- 2016: Die Medici – Herrscher von Florenz (I Medici, 8 Episoden)
- seit 2017: Ransom

### Drehbuchautor
- 1995–2002: Akte X – Die unheimlichen Fälle des FBI (The X-Files, 48 Episoden)
- 1996: Sunset After Dark
- 1997–1999: Millennium – Fürchte deinen Nächsten wie Dich selbst (Millennium, 5 Episoden)
- 1998: Akte X – Der Film (The X-Files)
- 2001: Die einsamen Schützen (The Lone Gunmen, Schöpfer)
- 2005–2006: The Night Stalker (Schöpfer)
- 2008: Akte X – Jenseits der Wahrheit (The X-Files: I Want to Believe)
- 2011: Strike Back (4 Episoden)
- 2012: Hunted – Vertraue niemandem (Hunted, Schöpfer)
- 2015: Crossing Lines (2 Episoden)
- 2015–2019: The Man in the High Castle (Schöpfer)
- 2016: Die Medici – Herrscher von Florenz (I Medici, Schöpfer)
- seit 2017: Ransom

### Regisseur
- 2001: Akte X – Die unheimlichen Fälle des FBI (The X-Files, 2 Episoden)

## Comics
- Fight the Future (Comic Adaption zu Akte X – Der Film)
- THE X-FILES Nr. 0
- THE X-FILES Nr. 1 OF 6
- THE X-FILES Nr. 5 OF 6

## Auszeichnungen
Spotnitz wurde 1997 zusammen mit Chris Carter, Vince Gilligan und John Shiban für sein Drehbuch für die Akte-X-Episode Memento Mori für einen Emmy für Outstanding Writing for a Drama Series nominiert
Golden Globe Award
- 1995, 1997, 1998: Best Television Series – Drama für die Serie Akte X als Produzent

Peabody Award
- 1997 als Produzent für die Serie Akte X